# Sagenosoma
Sagenosoma este un gen de molii din familia Sphingidae. Conține o singură specie, Sagenosoma elsa, care este întâlnită în sud-vestul Statelor Unite (Arizona, vestul New Mexico, sudul Utah și Colorado) și nordul Mexicului.
Larvele au fost observate hrănindu-se cu specii de Lycium pallidum.